# Goldene Schreibstube
Die Goldene Schreibstube war der 1488 eingerichtete Sitz der zentralen Buchhaltung und Verwaltung der Familie Fugger in deren Anwesen am ehemaligen Rindermarkt in Augsburg. Die fast 50 m² große Schreibstube erhielt ihren Namen durch die goldenen Leisten, die an den Wänden des mit Ahornholz getäfelten Raumes angebracht waren. 